# Tendência Socialista Internacional

Logo da Tendência Socialista Internacional

A Tendência Socialista Internacional (TSI) é um grupo internacional de organizações trotskistas não ortodoxas  formada sob a base das ideias de Tony Cliff (1917-2000), fundador do Socialist Workers Party (SWP) da Grã Bretanha (não confundir com o  Socialist Workers Party dos Estados Unidos).Tem seções ou representações em 27 países  no entanto, a sua presença mais forte é na Europa, especialmente na Grã-Bretanha.
A política do TSI é semelhante à política dos outros grupos trotskistas internacionais. A principal divergência é sobre  a questão da União Soviética, que considera como Capitalismo de Estado, enquanto as outras correntes consideram a Rússia como Estado operário degenerado, além de suas teorias sobre a Economia de Guerra Permanente  e da Revolução Permanente Deformada.
A TSI argumenta que os países "socialistas" , que formaram o Leste europeu, a China, o Vietname, a Coreia do Norte e Cuba são o oposto do marxismo clássico, arguindo que eles são "Estalinistas" por natureza 
Ao contrário da maioria das tendências internacionais, a TSI não conta com estruturas organizacionais formais e ocorreu somente uma reunião pública, quando a Organização Socialista Internacional americana foi expulsa.  No entanto, os antecedentes do TSI remontam 1950, quando os fundadores do Grupo Socialist Review (SRG) inglês, próximos a Cliff, foram expulsos do The Club (grupo trotskista no interior do Partido Trabalhista Inglês) e, portanto da Quarta Internacional 

## Membros
As seguintes organizações/publicações mantêm relações com a TSI:
| Secção                    | Nome                                  | Tradução em português                               | Notas                                                                                  |
| ------------------------- | ------------------------------------- | --------------------------------------------------- | -------------------------------------------------------------------------------------- |
| África do sul             | Keep Left                             | Manter a esquerda                                   |                                                                                        |
| Austrália                 | Solidarity                            | Solidariedade                                       |                                                                                        |
| Áustria                   | Linkswende                            | Viragem à Esquerda                                  |                                                                                        |
| Botswana                  | International Socialistas Botswana    | Socialistas Internacionais Botswana                 |                                                                                        |
| Brasil                    | Revolutas                             |                                                     | Atuava como tendência interna do PSOL. Extinta.                                        |
| Canadá                    | International Socialists              | Socialistas Internacionais                          |                                                                                        |
| Chipre                    | Ergatiki Dimokratia                   | Democracia Operária                                 |                                                                                        |
| Coreia do Sul             | Workers’ Solidarity                   | Solidariedade Operária                              |                                                                                        |
| Dinamarca                 | Internationale Socialisters Ungdom    | Socialistas Internacionais                          |                                                                                        |
| Espanha                   | Marx21                                |                                                     | Rede de ativistas constituída a partir da dissolução da organização En Lucha/En Lluita |
| Espanha                   | Colectivo Acción Anticapitalista      | Coletivo Ação Anticapitalista                       | Formado a partir de uma cisão da organização En Lucha/En Lluita em 2015                |
| Estados Unidos da América | Keep Left                             | Manter a esquerda                                   |                                                                                        |
| Finlândia                 | Sosialistiliitto                      | Federação Socialista                                |                                                                                        |
| Gana                      | International Socialist Organisation  | Organização Socialista Internacional                |                                                                                        |
| Grécia                    | Sosialistiko Ergatiko Komma           | Partido Socialista dos Trabalhadores                | Integra a Frente da Esquerda Anticapitalista Grega                                     |
| Irlanda                   | Socialist Workers Party               | Partido Socialista dos Trabalhadores                |                                                                                        |
| Itália                    | Communismo dal basso                  | Comunismo a partir de baixo                         | Participa na Esquerda Crítica                                                          |
| Nova Zelândia             | Socialist Aotearoa                    | Aotearoa Socialista                                 |                                                                                        |
| Nigéria                   | Socialist Workers League              | Liga Socialista dos Trabalhadores                   |                                                                                        |
| Noruega                   | Internasjonale Sosialister            | Socialistas Internacionais                          | Participa no Red                                                                       |
| Países Baixos             | Internationale Socialisten            | Socialistas Internacionais                          |                                                                                        |
| Paquistão                 | Revolutionary Socialists Organization | Organização dos Socialistas Revolucionários         |                                                                                        |
| Polónia                   | Pracownicza Demokracja                | Democracia Operária                                 |                                                                                        |
| Reino Unido               | Socialist Workers Party               | Partido Socialista dos Trabalhadores                |                                                                                        |
| República Checa           | Socialistická Solidarita              | Solidariedade Socialista                            |                                                                                        |
| Suécia                    | Internationella Socialister           | Socialistas Internacionais                          |                                                                                        |
| Tailândia                 | Turn Left                             | Viragem à Esquerda                                  |                                                                                        |
| Turquia                   | Antikapitalist                        | Anticapitalista                                     | Referido no site da TSI, mas sem atividade desde 2010                                  |
| Turquia                   | Devrimci Sosyalist İşçi Partisi       | Partido Socialista Revolucionário dos Trabalhadores | Participa no Congresso Democrático Popular                                             |
| Zimbabwe                  | International Socialist Organisation  | Organização Socialista Internacional                |                                                                                        |